# The Six Triple Eight
The Six Triple Eight ist ein Kriegsdrama von Tyler Perry. Der Film erzählt die Geschichte des 6888. Bataillon des Women’s Army Corps (WAC), einem vorwiegend schwarzen Bataillon mit über 800 US‑Soldatinnen, das im Zweiten Weltkrieg in Großbritannien für das Sortieren von Postsendungen verantwortlich war. Der Film mit Kerry Washington, Ebony Obsidian, Milauna Jackson, Kylie Jefferson, Shanice Shantay, Sarah Jeffery, Pepi Sonuga, Moriah Brown, Gregg Sulkin, Susan Sarandon, Dean Norris, Sam Waterston und Oprah Winfrey kam Anfang Dezember 2024 in die US-Kinos und wurde am 20. Dezember 2024 in das Programm von Netflix aufgenommen.

## Handlung
Gegen Ende des Zweiten Weltkrieges ist der Kampfeswille der US-amerikanischen Soldaten auch aufgrund der langen Trennung von den Familien erheblich gesunken. Auch auf Betreiben von Eleanor Roosevelt wird beschlossen, dafür zu sorgen, eine große Anzahl an Briefen von den oder an die Soldaten, die teils seit drei Jahren nicht zugestellt wurden, auszuliefern. Hierfür wird mit dem 6888. Bataillon unter der Leitung von Major Charity Adams eine Einheit des Women's Army Corps ausgewählt, das sich ausschließlich aus schwarzen und lateinamerikanischen Soldatinnen zusammensetzt. Trotz extrem widriger Umstände, rassistischer Vorfälle und störenden Aktionen durch weiße Vorgesetzte, die die Einheit scheitern sehen wollen, gelingt es den 855 Frauen, die 17 Millionen in einem Lagerhaus nahe Birmingham lagernden Briefe zu sortieren und zuzustellen, und dies sogar deutlich schneller als in der dafür vorgesehenen Zeit. Die schließlich zugestellten Nachrichten von zuhause heben die Moral der Soldaten in Europa und geben den Familien Hoffnung. Die Einheit jedoch wird erst Jahrzehnte später für ihre außerordentliche Leistung angesichts der Mammutaufgabe entsprechend gewürdigt.

## Das 6888. Bataillon

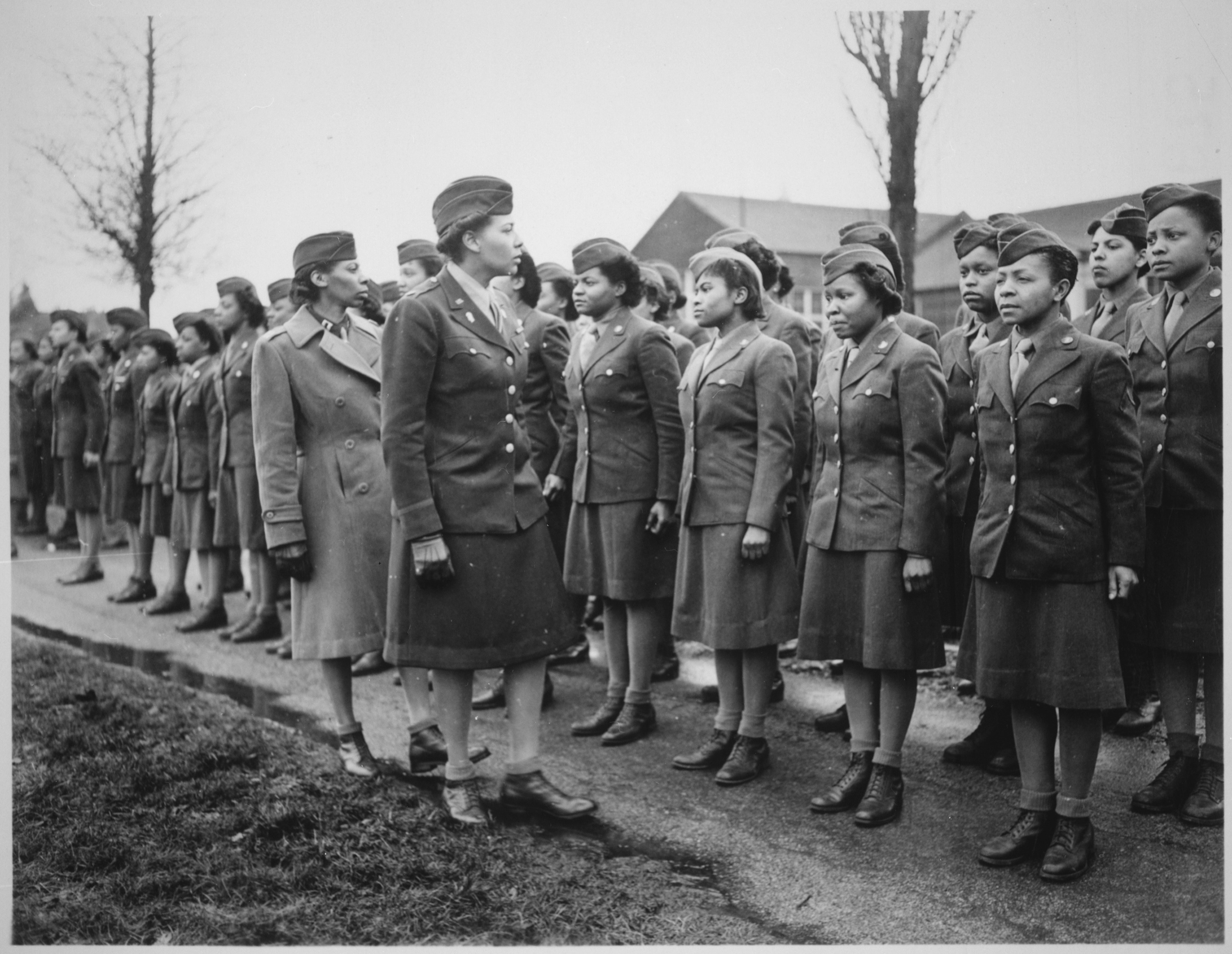
Charity Adams Earley und Abbie N. Campbell inspizieren das 6888. Bataillon des Women's Army Corps

Das 6888. Bataillon des Women's Army Corps war das einzige rein schwarze und weibliche Bataillon des Zweiten Weltkriegs. Das „Six Triple Eight“ wurde im Februar 1945 mit dem Schiff nach Großbritannien gebracht und machte sich in Flugzeughangars und Lagerhäusern Birminghams an die Arbeit. „Keine Post, niedrige Moral“ war das Motto, das sie sich gaben, und sie stellten insgesamt 17 Millionen Sendungen zu, die teilweise bereits drei Jahre lang lagerten. Die aus etwa 855 Frauen bestehende Einheit wurde von  Major Charity Adams Earley geleitet, einer der ersten afroamerikanischen Offizierinnen im WAC. Als eine wegweisende Führungspersönlichkeit etablierte sie strenge Disziplin und Effizienz in der Einheit.
Ihre Geschichte ist in den Geschichtsbüchern kaum sichtbar geworden. Erst rund 75 Jahre später, am 14. März 2022, verlieh US-Präsident Joe Biden ihnen die Congressional Gold Medal. Zu diesem Zeitpunkt waren nur noch sechs Frauen des Bataillons am Leben.

## Produktion

### Regie und Drehbuch
Regie führte Tyler Perry, der gemeinsam mit Kevin M. Hymel auch das Drehbuch schrieb, auf dessen im WWII History Magazine erschienenen Artikel die Geschichte basiert. The Six Triple Eight ist das erste Spielfilmprojekt, nachdem Tyler Perry mit Netflix eine kreative Partnerschaft gründete. Zuvor drehte er für den Streamingdienst bereits A Fall From Grace, A Madea Homecoming sowie A Jazzman’s Blues und war zudem an dem Film Don’t Look Up von Adam McKay beteiligt.

### Besetzung und Synchronisation
Kerry Washington spielt Major Charity Adams Earley. Sam Waterston spielt Präsident Roosevelt und Susan Sarandon seine Ehefrau Eleanor Roosevelt. In einer weiteren Rolle ist die Talkshow-Moderatorin und Schauspielerin Oprah Winfrey als die Frauen- und Bürgerrechtlerin Mary McLeod Bethune zu sehen. Weiter auf der Besetzungsliste stehen Ebony Obsidian in der Rolle von Lena Derriecott King, Dean Norris als General Halt, Milauna Jackson, Pepi Sonuga, Sarah Jeffery, Shanice Shantay, Jay Reeves, Kylie Jefferson, Jeanté Godlock und Moriah Brown. Das Casting übernahm Kim Coleman.
Die deutsche Synchronisation entstand nach einem Dialogbuch von Julia Kantner und der Dialogregie von Zoë Beck im Auftrag der EVA Studios Germany GmbH in Berlin.
| Rolle                       | Darsteller             | Synchronsprecher         |
| --------------------------- | ---------------------- | ------------------------ |
| Major Charity Adams Earley  | Kerry Washington       | Victoria Sturm           |
| Lena Derriecott King        | Ebony Obsidian         | Moira May                |
| General Walter C. Halt      | Dean Norris            | Rainer Doering           |
| Präsident Roosevelt         | Sam Waterston          | Hans Bayer               |
| Mary McLeod Bethune         | Oprah Winfrey          | Martina Treger           |
| Eleanor Roosevelt           | Susan Sarandon         | Kerstin Sanders-Dornseif |
| Captain Abbie Noel Campbell | Milauna Jackson        | Elisa Bannat             |
| Bernice Baker               | Kylie Jefferson        | Leonie Dubuc             |
| Johnnie Mae Burton          | Shanice Shantay        | Samina König             |
| Dolores Washington          | Sarah Jeffery          | Rieke Werner             |
| Elaine White                | Pepi Sonuga            | Lin Gothoni              |
| Abram David                 | Gregg Sulkin           | Sebastian Kluckert       |
| Staff Sergeant Hill         | Bill Barrett           | Nils Nelleßen            |
| Captain Matthews            | Ben VanderMey          | Konrad Bösherz           |
| Butler George               | Eugene H. Russell IV   | Felix Würgler            |
| Chaplain Clemens            | Nick Harris            | Hans Hohlbein            |
| Colonel Davenport           | Jeffery Thomas Johnson | Gerrit Hamann            |
| Colonel Collins             | Austin Nichols         | Dennis Herrmann          |
| Emma Derriecott             | Donna Biscoe           | Nina Herting             |
| Inez                        | Moriah Brown           | Özge Kayalar             |
| Mildred                     | Kerry O’Malley         | Antje von der Ahe        |
| Officer Gates               | Helene Henry           | Juliane Schöttler        |
| Private Hugh Bell           | Jay Reeves             | Oscar Räuker             |
| Rabbi                       | Bern Cohen             | Hanns Jörg Krumpholz     |
| Susie                       | Baadja-Lyne Odums      | Almut Zydra              |
| Werbesprecher               | –                      | Erich Räuker             |

### Dreharbeiten
Die Dreharbeiten fanden von Januar bis April 2023 statt. Überwiegend drehte man ab Februar 2023 in Bradford in der englischen Grafschaft West Yorkshire, so in den Straßen des historischen Viertels Little Germany. Hierfür fanden zahlreiche Umbauten statt. Weitere Aufnahmen entstanden Mitte Februar 2023 in Duxford auf dem Gelände des Imperial War Museum. Als Kameramann fungierte Michael Watson.

### Filmmusik und Soundtrack-Album
Die Filmmusik komponierte Aaron Zigman, mit dem der Regisseur bereits für seine Filme The Family That Preys und Auch Liebe macht mal Ferien 2 zusammenarbeitete. Zudem verwendet der Film den Song The Journey, geschrieben von Diane Warren und gesungen von H.E.R., der bereits 2023 veröffentlicht wurde. Das Soundtrack-Album mit insgesamt 27 Musikstücken wurde zum Start des Films bei Netflix Anfang Dezember 2024 von Netflix Music als Download veröffentlicht.

### Marketing und Veröffentlichung
Ein erster Trailer wurde Ende August 2024 vorgestellt, ein erster Teaser folgte im Oktober 2024.
Der Film kam am 6. Dezember 2024 in ausgewählte US-Kinos und wurde am 20. Dezember 2024 in das Programm von Netflix aufgenommen.

## Rezeption

### Altersfreigabe und Kritiken
In den USA wurde der Film von der MPAA als PG-13 eingestuft. In den deutschsprachigen Ländern wird The Six Triple Eight von Netflix ab 12 Jahren empfohlen.
Die Kritiken fielen gemischt aus.

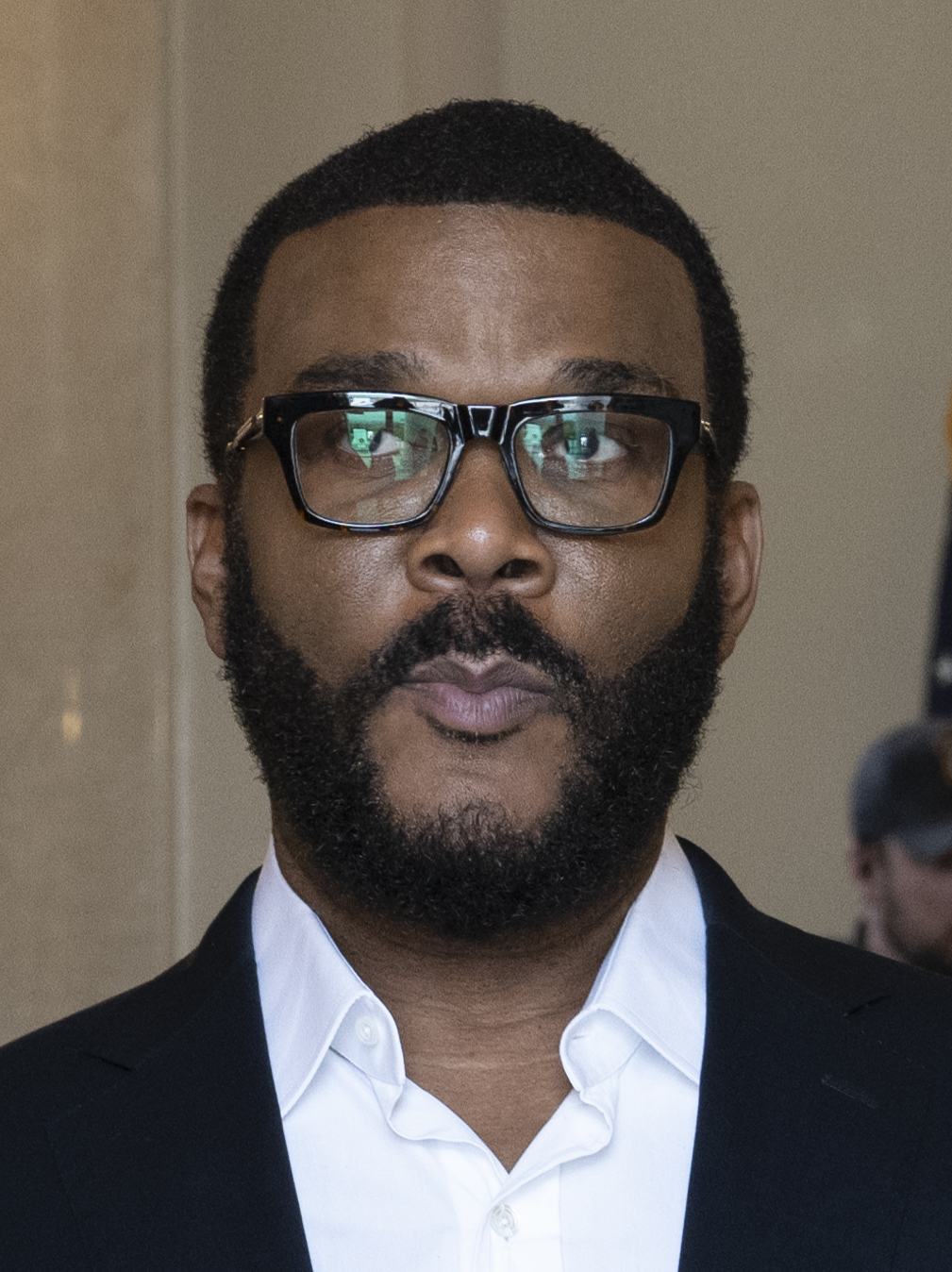
Regisseur Tyler Perry

Patrick Heidmann schreibt in seiner Kritik in der Berliner Zeitung, es sei eine ohne Frage spannende und wichtige Geschichte, die Tyler Perry mit The Six Triple Eight dem historischen Vergessen entreißt, und er tue gut daran, für ihre Umsetzung auf die Emmy-Gewinnerin Kerry Washington als kraftvolle Schauspielerin im Zentrum zu setzen. Dass Susan Sarandon als Eleanor Roosevelt und Oprah Winfrey als Bürgerrechtsaktivistin Mary McLeod Bethune allerdings aussehen, als sei für die Maske die Theater-AG einer Grundschule um die Ecke verantwortlich gewesen, sei sinnbildlich dafür, dass auch dieser Film an den gleichen Problemen leidet wie eigentlich alle Perry-Produktionen. Jeder Einstellung und jeder Kulisse seien das niedrige Budget und die eilige Produktionszeit anzusehen, so Heidmann. Auch den aufwendigen Schauwerten, mit denen in Kriegs- und Historienfilmen sonst gerne aufgetrumpft wird, fehle hier fast jede Spur. Das Drehbuch kranke an Plattitüden und Klischees und interessiere sich am Ende weniger für die Errungenschaften seiner Soldatinnen als für die Widerstände, auf die sie in den rassistisch-misogynen Armeestrukturen stoßen.
Lisa Kennedy bemerkt in der New York Times, The Six Triple Eight weiche zwar etwas von Kevin M. Hymels Artikel ab, komprimiere Ereignisse, erschaffe zusammengesetzte Charaktere und erweitere die Freundschaft zwischen Lena und Abram zu einer Liebesbeziehung, sei jedoch Perrys bisher bester Film.

### Auszeichnungen
Im Rahmen der Oscarverleihung 2025 wurde Zigmans Arbeit in eine Shortlist der Kategorie Beste Filmmusik aufgenommen, zudem The Journey in eine Shortlist der Kategorie Bester Song. Im Folgenden eine Auswahl von Auszeichnungen und Nominierungen.
African-American Film Critics Association Awards 2024
- Auszeichnung mit dem Beacon Award (Nicole Avant)[24]

Black Reel Awards 2025
- Nominierung für die Beste Hauptrolle (Kerry Washington)
- Auszeichnung als Bester Song (The Journey, H.E.R. und Dianne Warren)[25][26]

Hollywood Music in Media Awards 2024
- Nominierung als Beste Filmmusik – Spielfilm (Aaron Zigman)
- Auszeichnung als Bester Song in einem Spielfilm (The Journey, Diane Warren und H.E.R.)[27][28]

NAACP Image Awards 2025
- Auszeichnung als Bester Film
- Auszeichnung als Beste Hauptdarstellerin (Kerry Washington)
- Nominierung als Beste Nebendarstellerin (Ebony Obsidian)
- Nominierung als Bestes Schauspielensemble
- Nominierung als Bester Nachwuchs (Ebony Obsidian)[29][30]

Oscarverleihung 2025
- Nominierung als Bester Filmsong (The Journey, Diane Warren)

Satellite Awards 2025
- Nominierung als Bester Song (The Journey, Diane Warren)[31]

Society of Composers & Lyricists Awards 2025
- Auszeichnung als Bester Song – Dramatic or Documentary Visual Media Production (The Journey, Diane Warren)[32]